# Universidade Federal do Rio de Janeiro
Universidade Federal do Rio de Janeiro (UFRJ), også kaldet Universidade do Brasil, er det største føderale universitet i Brasilien. UFRJ blev grundlagt i 1920 og betragtes som et af de bedste universiteter i Latinamerika. Universitetets hovedcampus ligger i Rio de Janeiro. Ud over uddannelser fra bachelor- til ph.d.-niveau har UFRJ syv museer, otte universitetshospitaler, hundredvis af laboratorier og mere end 40 biblioteker.